# Partido Feminista Nacional
El Partido Feminista Nacional fue un partido político argentino creado en 1918.
La plataforma del partido postulaba el sufragio femenino, proponía la igualdad civil ante la ley para los hijos naturales fuera del matrimonio y que el Estado debía garantizar la protección de las madres trabajadoras y sus hijos,  proclamaba la necesidad de la educación mixta y la abolición de la pena de muerte. A través de este partido, Julieta Lanteri fue la primera mujer en presentarse como candidata en unas elecciones en la Argentina. Después de ser la primera mujer en votar en 1911 con la autorización de un juez, gracias al hecho de ser candidata a diputada, Lanteri fue la primera mujer de América Latina que pudo practicar el sufragio y votarse a sí misma.

## Historia

### Antecedentes
En las elecciones de 1911, Lanteri intentó votar pero se negaron a inscribirla en el padrón con la excusa de que necesitaba una Libreta de Enrolamiento para poder votar. Lanteri investigó y descubrió que no existía ninguna norma que prohibiera a una mujer ser candidata. Era una posibilidad que a los varones que hacían las leyes ni se les había ocurrido: que una mujer quisiera ser candidata a algún cargo político.

### Origen
En 1919 se presentó en la Cámara de Diputados de la Nación un proyecto de la UCR y del Partido Socialista proponiendo el voto femenino. Entonces el Congreso comenzó a debatir el derecho al sufragio por parte de las mujeres. Incluso se propusieron restricciones, como por ejemplo que pudieran votar según el nivel de educación.
Lanteri ayudó a crear organismos feministas y el más importante fue el Partido Feminista Nacional, que propuso toda clase de reivindicaciones.

### Propuestas
La plataforma del partido postulaba que el Estado debía garantizar la protección de las madres trabajadoras y sus hijos, proponía la igualdad civil ante la ley para los hijos naturales fuera del matrimonio, proclamaba la necesidad de la educación mixta, el sufragio femenino, la abolición de la pena de muerte, la abolición de la prostitución y la igualdad de remuneración entre varones y mujeres por el mismo trabajo.

### Simulacros de elecciones
La reivindicación por los derechos civiles fue el centro del feminismo argentino hasta 1926, cuando se reformó el Código Civil. Lanteri, Alicia Moreau y otras feministas desarrollaron una acción constante en favor de los derechos femeninos, desde la publicación de artículos hasta simulacros de votación femenina en las calles. El Partido Feminista Nacional junto a la Unión Feminista Nacional liderada por Moreau de Justo y el Comité Pro Sufragio Femenino dirigido por Elvira Rawson, organizaron un simulacro de elecciones que les permitió a las 4000 mujeres que participaron en él ejercer el rol de electoras. Cuando en 1920 se habilitó a la Unión Feminista Nacional a organizar simulacros de votación, Lanteri fue proclamada candidata a diputada nacional para las elecciones de marzo de ese año. Las feministas realizaban estos simulacros de comicios en las mismas fechas en que se efectuaban las elecciones municipales.
El partido aseguraba que podían formar parte del mismo todas las mujeres de buena voluntad que lo desearan, para sostener el programa del sufragio universal para las mujeres.

### Candidaturas
Solamente dos mujeres argentinas y activistas feministas se presentaron a las elecciones: Alicia Riglos de Berón de Astrada, quien ocupaba el tercer lugar en la lista del Partido Socialista, y Lanteri, quien ocupaba el primer lugar en la lista del Partido Feminista Nacional.
La campaña se realizó durante tres meses, a lo largo de los cuales Lanteri dio más de cien conferencias y charlas en las que soportaba la intolerancia y las burlas machistas. Su lema de campaña era «En el Parlamento una banca me espera, llévenme a ella».
El Partido Feminista Nacional obtuvo 1363 votos sobre un total de 150 000, un dato revolucionario y novedoso para una época en la que las mujeres no tenían derecho al voto. Todos ellos fueron votos masculinos, ya las mujeres tenían prohibido votar.
Aun cuando la candidatura a diputada de Lanteri fue derrotada, este acto —revolucionario en su momento— quedó marcado como un símbolo de la lucha feminista por participar en la política.

### Pérdida de reconocimiento legal
Pero el partido no fue legalmente reconocido:

En cuanto a la lista del partido feminista nacional, la honorable junta resuelve: no oficializarla ni computar los votos [...] de Berón de Astrada, por las mismas razones que motivan la no oficialización de la lista del Partido Feminista Nacional.

Lanteri aseguró:

No me importan los números, me importa únicamente su significación. Mis proyectos son seguir machacando sin cesar.

Mi candidatura es una afirmación de mi conciencia que me dice que cumplo con mi deber, una afirmación de mi independencia que satisface mi espíritu y no se somete a falsas cadenas de esclavitud moral e intelectual, y una afirmación de mi sexo, del cual estoy orgullosa y para el cual quiero luchar.

Una manera de presionar para que se les permitiera votar fue el simulacro masivo de empadronamiento de las mujeres en la Ciudad de Buenos Aires. Por su parte, las mujeres de las provincias de Santa Fe y de San Juan lograron el derecho al voto municipal y provincial en la década de 1920. Lanteri insistió en presentarse a todas las elecciones democráticas hasta el Golpe de Estado de 1930.